# Bernard Kemp
Bernard Kemp, pseudoniem van Bernard-Frans van Vlierden  (Hamont, 22 augustus 1926 - Leuven, 2 november 1980), was een Vlaams (toneel)schrijver, criticus en hoogleraar in de Nederlandse Letterkunde.

## Levensloop
Na zijn studie Germaanse filologie werd Bernard Kemp hoogleraar Nederlandse Letterkunde aan de Universitaire Faculteiten Sint-Aloysius van Brussel. Daarnaast was hij als docent verbonden aan de Koninklijke Militaire School. 
Destijds was hij ook medewerker van de BRT en redacteur van verschillende tijdschriften, waaronder Dietsche Warande en Belfort. 
Verder was hij:
- voorzitter van de Vereniging van Vlaamse Letterkundigen (vanaf 1973),
- secretaris van Scriptores Catholici,
- voorzitter van het Algemeen Nederlands Verbond Brussel,
- lid van de Maatschappij der Nederlandse Letterkunde in Leiden.

## Prijzen
- 1958 - Prijs van de provincie Brabant: Het laatste spel
- 1969 - Driejaarlijkse Staatsprijs voor Kritiek en Essay 1966-1969: Van in 't Wonderjaer tot De Verwondering
- 1977 - Prijs van de provincie Limburg: De paardesprong.

## Secundaire literatuur
- Hugo Bousset (red.) - Bernard Kemp van A tot Z. Sint-Niklaas, 1981.